# Winonaïte
Les winonaïtes sont un type de météorites formant un groupe au sein des achondrites primitives. Comme toutes les achondrites primitives, les winonaïtes partagent certaines caractéristiques avec les autres achondrites et d'autres avec les chondrites,. Elles montrent des signes de métamorphisme, de fusion partielle et de bréchification, et comportent des vestiges de chondres. Leur composition chimique et minéralogique varie entre celles des chondrites de type H et de type E (en).